# Aleksandr Gortjilin
Aleksandr Gortjilin (russisk: Алекса́ндр Па́влович Горчи́лин) (født 3. marts 1992 i Moskva i Rusland) er en russisk filminstruktør og skuespiller.

## Filmografi
- Kislota (Кислота, 2018)[1][2]